# Dora Montefiore
Dorothy (Dora) Frances Montefiore (20 de diciembre de 1851 – 21 de diciembre de 1933) fue una sufragista, socialista, poeta, y biógrafa de origen anglo-australiano.

## Primeros años
Dora Montefiore, nació como Dorothy (Dora) Frances Fuller en Kenley Manor, cerca de Coulsdon,  en el Condado de Surrey. Su madre, Mary Ann Fuller era la hija del urbanista George Drew, quien desarrolló la localidad de Caterham. Francis Motefiore fue su padre, agrimensor y empresario ferroviario, siendo esta ingeniería la fuerza impulsora en la organización de la primera Gran Exposición universal.
Montefiore fue educada por institutrices, tutores y en la Escuela de la Señora Creswell en Brighton. En 1874, se fue a Sídney por motivos familiares, para ayudar a su cuñada. Regresó a Inglaterra por poco tiempo y se casó con el comerciante judío George Barrow Montefiore, con quien tuvo dos hijos.
En el año 1889 enviudó y tuvo que hacerse cargo de sus hijos. Cuando supo que no tenía derecho automático a la tutela de sus hijos, se convirtió en defensora de los derechos de la mujer. La primera reunión de la Liga de Sufragio de la Mujer de Nueva Gales del Sur se celebró en la casa de Montefiore el 29 de marzo de 1891. En 1892 Montefiore dejó Australia y, tras pasar varios años en París, se estableció en Inglaterra.

## Sufragismo
Una influencia en sus puntos de vista socialistas fue con el tiempo Julia Dawson, en el Clarion Van en West Midlands y continuó viendo la necesidad de que las mujeres tuviesen derecho a votar, como un problema de clase.
También continuó muy activa en el movimiento sufragista, sirviendo en la ejecutiva de la Unión Nacional de Sociedades de Sufragio Femenino de Millicent Fawcett y se unió a la Unión Social y Política de Mujeres que había sido formada por Emmeline y Christabel Pankhurst. En 1897, Montefiore propuso la formación de la Liga Femenina de Resistencia Fiscal. 
En 1906, para protestar por la falta de representación política, Montefiore se negó a pagar sus impuestos y permaneció atrincherada en su casa durante seis semanas. La Liga aprovechó esta ocasión para hacer manifestaciones y publicidad:

The house, surrounded by a wall, could be reached only through an arched doorway, which Montefiore and her maid barred against the bailiffs.  For six weeks, Montefiore resisted payment of her taxes, addressing the frequent crowds through the upper windows of the house.
La casa, rodeada por un muro, sólo podía ser alcanzada a través de una puerta arqueada, que Montefiore y su criada bloquearon contra los alguaciles.  Durante seis semanas, Montefiore se resistió al pago de sus impuestos, dirigiéndose a las frecuentes multitudes a través de las ventanas superiores de la casa.
Mayhall, Laura E. The Militant Suffrage Movement: Citizenship and Resistance in Britain, 1860–1930

La casa, rodeada por un muro, sólo podía ser alcanzada a través de una puerta arqueada, que Montefiore y su criada bloquearon contra los alguaciles. Durante seis semanas, Montefiore se resistió al pago de sus impuestos, dirigiéndose a las frecuentes multitudes a través de las ventanas superiores de la casa.
Su casa tuvo una pancarta colocada en la pared, con la frase: “las mujeres tendrían que votar porque obedecen las leyes y pagan los impuestos.”  Y decía que "hacía esto porque la masa de mujeres no cualificadas no podrían manifestarse de la misma manera, y ella se mostraba como su portavoz. El hecho de no tener capacidad política las mujeres, tuvo  que ser forzado en un público ignorante e indiferente."  En octubre del mismo año, Adela Pankhurst, Montefiore y otras mujeres estuvieron arrestados por exigir el voto para las mujeres en el lobby de la Casa de Commons. Montefiore más tarde describió la experiencia en el interior de Holloway Prisión. Montefiore También se unió a varias organizaciones socialistas en aquella época, incluyendo la liga de Libertad de las Mujeres, la Federación Democrática Social y el Partido Socialista británico. Montefiore era lingüista y realizó la primera traducción inglesa del trabajo de Maxim Gorky.
En 1898, Montefiore publicó un libro de versos titulado Singings Through the Dark, (Cantando a través de la oscuridad ).
Dora Montefiore era amiga de las sufragistas Adelaide Caballero y Minnie Baldock. Montefiore fue una de las ponentes en grupo de Baldock's Canning Town WSPU  y escribió para apoyar la "nobleza" de Baldock en su visita al líder liberal en diciembre de 1906. Montefiore dejó el WSPU y se unió la Adult Suffrage Society, en la que llegó a ser secretaria en 1909, para apoyar el argumento a favor del sufragio pleno no basado en la situación económica sino para todos los hombres y mujeres mayores de edad (21 años), en lugar de la opción limitada. Hubo quien argumentó que era un primer paso para que las mujeres con bienes tuvieran derecho a la propiedad. Las ideas socialistas de Montefiore fueron compartidas por Sylvia Pankhurst quien se mantuvo en contacto con ella después de la ruptura con WSPU.

## Últimos años
Montefiore dio una conferencia en Holanda, asistió a la Conferencia de la Internacional Socialista y realizó una gira de conferencias por Europa y los Estados Unidos, y luego regresó a Australia en 1910 para visitar a su hijo Gilbert. Mientras estaba en Australia, Montefiore editó la Revista Socialista Internacional de Australia cuando su propietario Henry Holland cayó enfermo en 1911. Montefiore también conoció al Primer Ministro William Arthur Holman. En 1912 Montefiore fue a Sudáfrica y escribió sobre el efecto del capitalismo.
En octubre de 1913, Montefiore participó en un plan para llevar a los niños de Dublín, donde las huelgas habían reducido los suministros de alimentos, a Gran Bretaña para que los niños no sufrieran mientras continuaran las huelgas. El arzobispo de Dublín, William Joseph Walsh, escribió una carta pública condenando el plan. Los involucrados fueron arrestados y acusados de secuestro, aunque los cargos fueron posteriormente retirados.
Durante la Primera Guerra Mundial, Montefiore se ofreció como voluntaria en Francia y también se unió al Partido Socialista Británico, y en 1920 fue elegida para el consejo provisional de su sucesor, el Partido Comunista de Gran Bretaña. 
Cuando su hijo Gilbert murió en 1921, el gobierno australiano se negó a permitir que visitara Australia para ver su tumba y a sus nietos hasta que William Arthur Holman intervino, alegando su edad y su mala salud. Además, ella había acordado por escrito no llevar a cabo la propaganda comunista.Sin embargo, el espionaje policial reveló que Montefiere desafió las restricciones y se hizo amiga de Christian Jollie Smith fundadora del partido comunista australiano, al que ella representó en Moscú en el año 1924. 
Montefiore escribió su autobiografía en 1927, titulada From a Victorian to a Modern.

## Reconocimiento póstumo
Su nombre y su imagen (y las de otras 58 mujeres partidarias del sufragio) están en el zócalo de la estatua de Millicent Fawcett en Parliament Square, Londres, inaugurada en 2018.